# 마우로 사르미엔토
마우로 사르미엔토(이탈리아어: Mauro Sarmiento, 1983년 8월 10일~)는 이탈리아의 태권도 선수이다.
2008년 올림픽에 참여하였으며 8강전에서 2연속 금메달리스트였던 스티븐 로페스를 이겼고, 준결승전에서는 영궁의 에런 쿡을 이기며 결승전까지 진출하였다. 결승전에서 하디 사에이에게 지며 은메달을 획득하였다. 이후 2012년에도 참가하여 동메달을 획득하였다.

## 수상

### 수훈
- 이탈리아 공화국 공로장 4등장(2008년)[5]